# Тенрек
Тенрекът (Tenrec ecaudatus) е вид дребен бозайник, единствен представител на род тенреци (Tenrec) от семейство Тенрекови (Tenrecidae).
Разпространени са в гористите и саванни местности на Мадагаскар, като са интродуцирани на някои от съседните острови. Достигат дължина 26-39 сантиметра и маса 1,5-2,5 килограма. Хранят се с безгръбначни и дори жаби и мишки.